# Хронология Пхеньянского метрополитена

## XX век

### 1966
- Поездка Ким Чен Ира в Китай, посещение строящегося Пекинского метрополитена.

### 1968
- Начало строительства двух первых линий Пхеньянского метрополитена.

### 1971
- Катастрофа на строительстве станции «Понхва».

### 1972
- Начало производства китайских вагонов типа «DK4» для Пхеньянского метро и их поставок в КНДР.

### 1973
- 6 сентября: ввод в эксплуатацию первых шести станций («Пульгынбёль», «Чону», «Кэсон», «Тхонъиль», «Сынни» и «Понгва») и депо «Пульгынбёль» линии Чхоллима (длина ~ 7,5 км).
- 18 сентября: торжественная церемония официального открытия первой очереди Пхеньянского метрополитена.

### 1975
- 9 октября: открытие пяти станций («Рагвон», «Кванмён», «Самхын», «Чонсын» и «Хёксин») линии Хёксин (с обслуживанием её составов в депо «Пульгынбёль») и перехода со станции «Чону» линии Чхоллима на станцию «Чонсын» линии Хёксин.

### 1978
- 6 октября: ввод в эксплуатацию участка «Хёксин» — «Хвангымболь» линии Хёксин (с промежуточной станцией «Консоль»).

### 1985
- 9 сентября: ввод в эксплуатацию участка «Хвангымболь» — «Кванбок» линии Хёксин (с промежуточной станцией «Конгук») и депо «Кванбок». Длина всей линии составила порядка 10,5 км.

### 1987
- 10 апреля: ввод в эксплуатацию участка «Понхва» — «Пухын» линии Чхоллима (с промежуточной станцией «Ёнгван»). Длина всей линии составила порядка 12 км.

### 1995
- Закрытие для пассажиров станции «Кванмён».

### 1998
- Начало снятия с эксплуатации части китайских вагонов типа «DK4» (с их последующей продажей обратно в Китай), закупка восточногерманских вагонов типа «GI».
- Начало массовой эксплуатации восточногерманских вагонов типа «GI».

## XXI век

### 2001
- Снятие с эксплуатации восточногерманских вагонов типа «GI», закупка и начало эксплуатации западногерманских вагонов типа «D».

### 2004
- 22 мая: крупный пожар в Пхеньянском метрополитене.